# Петлюра Симон Васильович
Си́мон Васи́льович Петлю́ра, ім'я при народженні — Семен Васи́льович Петлю́ра (10 [22] травня 1879, Полтава, Російська імперія — 25 травня 1926, Париж, Франція) — український державний, військовий та політичний діяч, публіцист, літературний і театральний критик. Член Генерального секретаріату Української Центральної Ради на посаді генерального секретаря з військових справ (28 червня — 31 грудня 1917), політв'язень за часів правління Павла Скоропадського (27 липня — 12 листопада 1918), один із організаторів та лідерів антигетьманського повстання, по завершенню якого став Головним отаманом військ Української Народної Республіки (УНР). 2-й Голова Директорії УНР та фактичний диктатор країни (9 травня 1919 — 10 листопада 1920).
Був нащадком давнього козацького роду. 
На початку Першої світової війни виступив із пітримкою уряду Миколи ІІ, стверджував що українці, перебуваючи у статусі громадян Російської імперії, зобов'язані стояти на її захисті. Однак ближче до завершення конфлікту змінив свої погляди, ставши спершу автономістом, а після приходу до влади більшовиків — самостійником. Учасник усіх Всеукрїнських військових з'їздів, на яких висловлював думку про необхідність формування національних армійських частин. З травня 1917 року — перший очільник Українського генерального військового комітету, а з червня того ж року — перший генеральний секретар військових справ УНР. На цій посаді став одним із фундаторів українських збройних сил. 
Після приходу до влади гетьманців потрапив в опалу. Став один із організаторів повстання проти Скоропадського, а після втечі останнього очолив війська та флот УНР і увійшов до складу Директорії. У цей період виступав за безкомпромісну боротьбу з більшовиками, через що постійно конфліктував із Володимиром Винниченком, який волів шукати компромісу з ворогом. 
11 лютого 1919 року очолив Директорію УНР, ставши фактично одноосібним диктатором країни. 
Після поразки у війні з більшовиками підписав Варшавський договір із Польщею з метою залучити останню як союзника у війну з Москвою та завдяки цьому відновити самостійність України. Однак, попри надуспішну кампанію у квітні-червні 1920 року, у результаті якої вдалося повернути контроль над Києвом, надалі новосформована коаліція почала терпіти поразку за поразкою, що урешті-решт призвело до зради з боку Юзефа Пілсудського.
Надалі Симон Петлюра емігрував до Франції, де продовжував вести активну антибільшовицьку діяльність, через що був убитий московським агентом 25 травня 1926 року.
Дядько по матері патріарха Мстислава (Скрипника), визнаний борцець за незалежність України у ХХ сторіччі.
Термін «петлюрівці», що є похідним від його прізвища, активно використовувся в радянській, а пізніше і російській пропаганді для позначення членів армії буржуазних націоналістів та ворогів народу.

## Життєпис

### Ранні роки
Семен Петлюра народився в передмісті Полтави, нині Україна (тоді Російська імперія). Був третім сином у родині, загалом мав одинадцятьох братів і сестер, троє з яких померли в дитинстві. 
Батько, Василь Павлович Петлюра (? — 1909), був міщанином та з козацького роду Петлюр та, маючи три екіпажі та двох найманих працівників, займався візницькою справою. 
Мати, Ольга Олексіївна (? — 19.01.1919), походила з давнього полтавського роду Марченків та до заміжжя мешкали поблизу полтавського Хрестовоздвиженського монастиря. Її батько, овдовівши, постригся в ченці та взяв ім'я Аркадій. Він став одним зі співзасновників Київського Іонівського скиту, помер у сані ієромонаха.

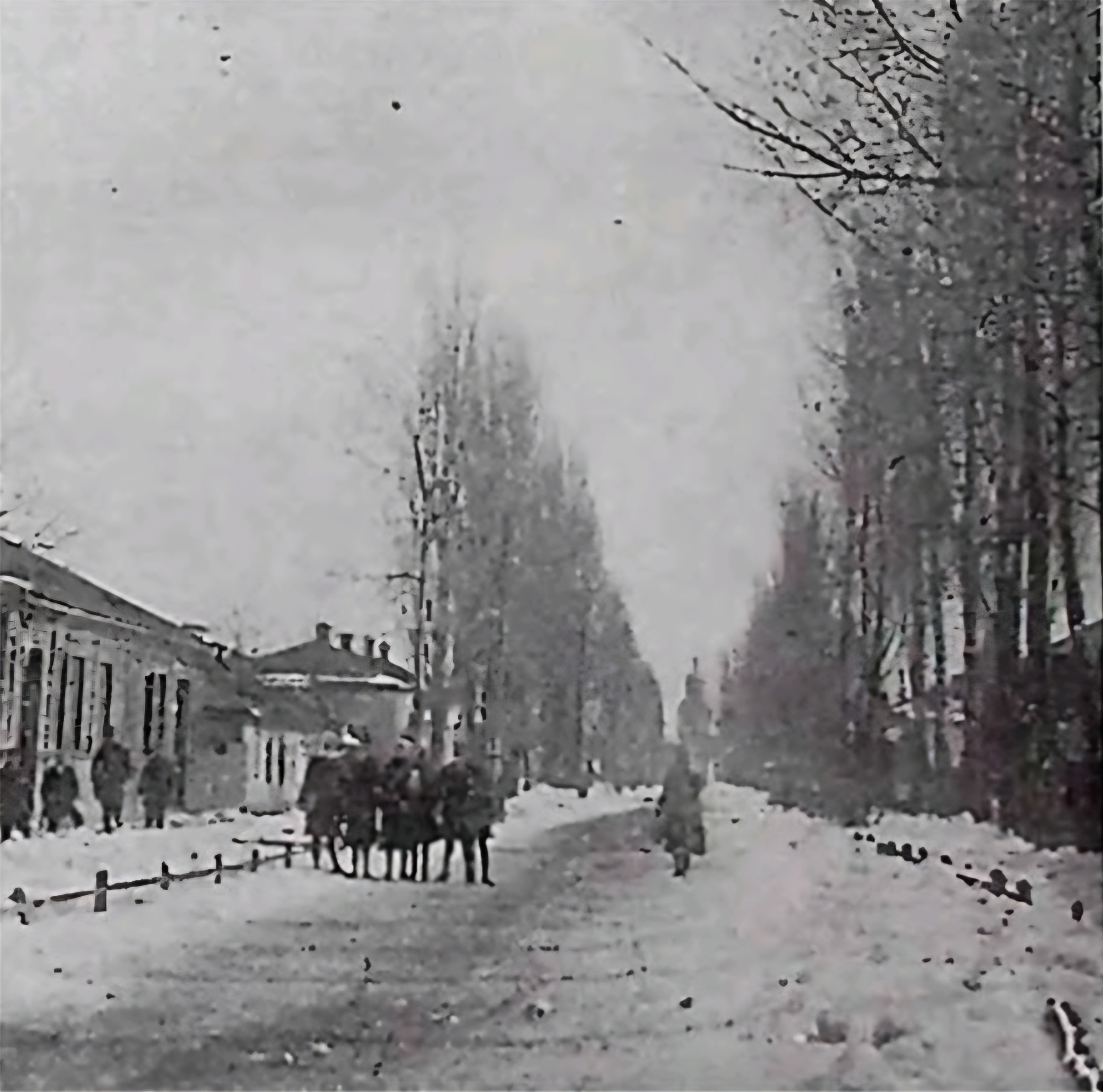
Вулиця Загородня в Полтаві, на якій стояв будинок батьків Симона Петлюри (на світлині ліворуч від групи людей), 1920 рік.

Родина Петлюр мешкала в старому трикімнатному будинку №20 по Загородній вулиці (тепер — вулиця Капітана Володимира Кісельова). Усі діти в сім'ї отримували виховання в українській релігійній духовно-побутовій атмосфері.

### Навчання

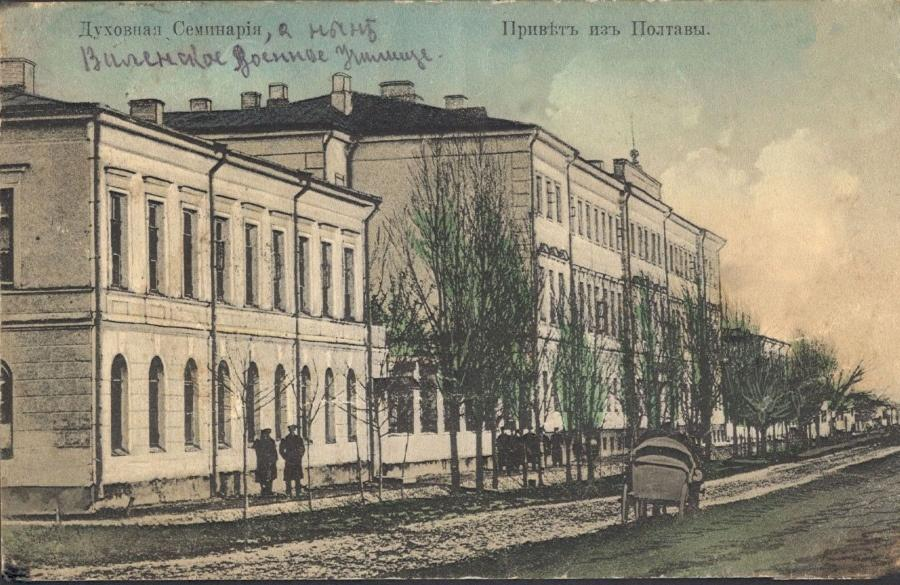
Будинок Полтавської духовної семінарії на початку XX століття.

У віці 13-ти років розпочав навчання — спочатку в церковно-парафіяльній школі, а згодом і в Полтавській духовній семінарії (1895—1901). 
У 1900 році, перебуваючи під великим враженням від виступу Миколи Міхновського, що відбувся в Полтаві на святкуванні річниці з дня народження Тараса Шевченка, вступив до лав Революційної української партії (РУП). 
У 1901 році брав участь у Всеукраїнському студентському з'їзді, представляючи громаду Полтавсьої духовної семінарії, хоча на станом той час вже був виключений з навчального закладу за свою політичну діяльність. 
Навесні того ж року став одним із організаторів виступу полтавських семінаристів, які вимагали скасувати систему шпигунства, звільнити наглядачів, увести до програми українознавчі предмети. Їхні вимоги були сформовані в спеціальній петиції, під якою було зібрано близько 200 підписів. За цей протест із закладу спершу було виключено лідерів заворушень, а коли вся семінарія збунтувалася проти таких дій з боку влади й учні почали бойкот викладів, то додатково ще близько півсотні семінаристів було вигнано, а середні класи навчального закладу — закрито. Незабаром ці ж активісти взяли участь у антиурядових селянських виступах. 

Петлюра же на чолі групи виключених семінаристів 17 квітня 1902 року прибув до Решетилівки Полтавського повіту, де влаштував мітинг. Після придушення руху жандармерія порушила кримінальну справу проти організаторів дійства. Рятуючись від неминучого арешту, Семен разом із приятелем та ідейним однодумцем Прокопом Понятенком восени виїхав на Кубань.

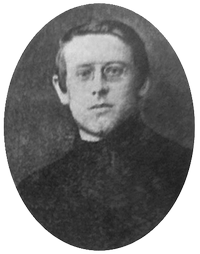
Симон Петлюра у 1902 році.

### На Кубані
На новому місці взяв участь в організації в Катеринодарі осередку РУП — «Чорноморської вільної громади». Того ж року розпочав журналістську діяльність, дописував до періодичних видань. Перша його стаття, присвячена стану системи народної освіти на Полтавщині, була опублікована в 1902 році у львівському «Літературно-науковому віснику», головним редактором якого був Михайло Грушевський. 
Під час свого перебування на Кубані Симон працював учителем у початковій школі в станиці Смоленській, згодом — у Катеринодарському початковому міському училищі. У 1903 році влаштувався в археографічну експедицію член-кореспондента РАН Федора Щербини, який за дорученням наказного отамана Кубані Якова Малами займався впорядковуванням архівів Кубанського козацького війська. 
Проте невдовзі царська охранка вийшла на слід «полтавських біженців». Симона Петлюру ув'язнили в Катеринодарській в'язниці. Друзі посприяли його звільненню під грошову заставу, яку за сина вніс батько.

### Повернення в Україну

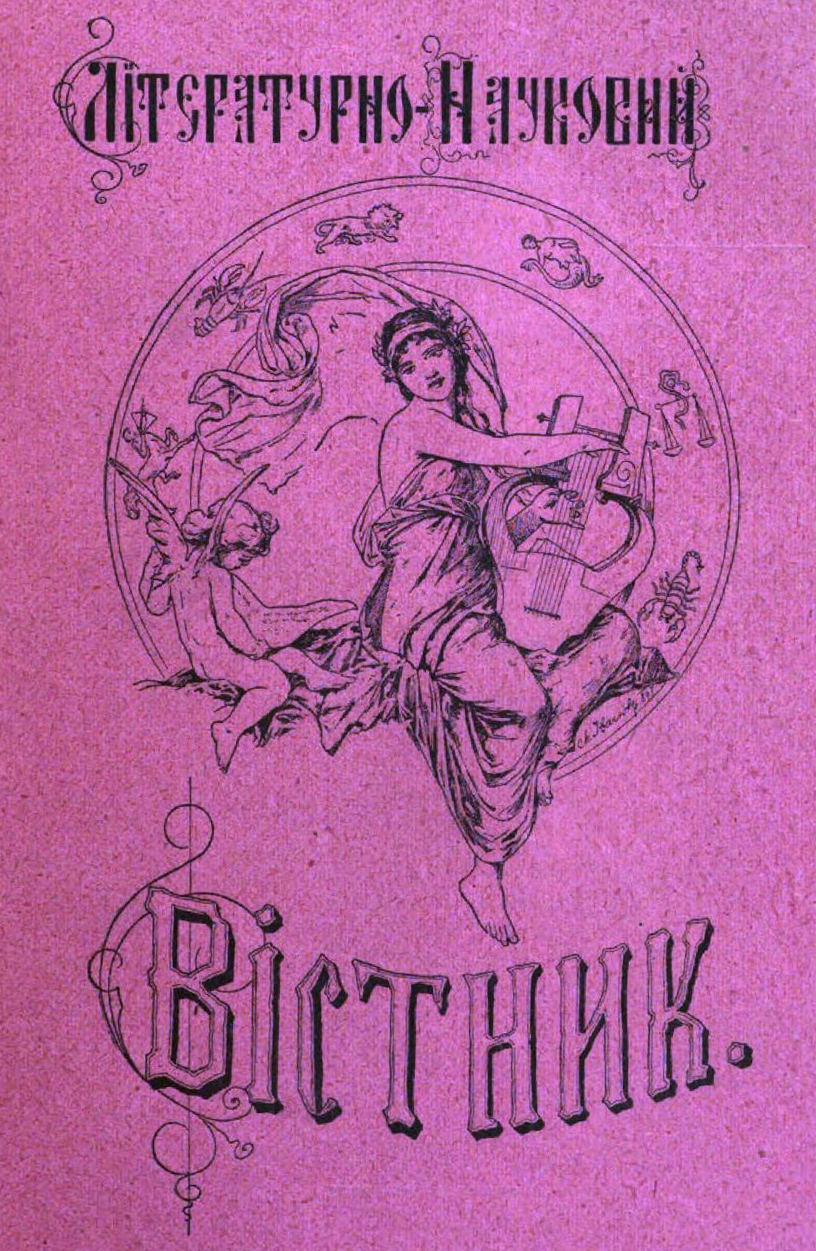
Обкладинка «Літературно-наукового вісника»

Звільнившись, Петлюра вирішив не випробовувати долю, а втікати за кордон. Восени 1904 року, змінивши ім'я та прізвище на Святослав Таґон, разом із Понятенком спершу перебував у районі Крем'янця, а потім нелегально переправився через кордон. Згодом виїхав до Львова, де на той час розташовувався Закордонний комітет РУП. Із березня по жовтень 1905 року редагував партійний часопис «Селянин», працював у «Літературно-науковому віснику», «Записках НТШ», «Волі». 

У грудні 1904 року на конференції РУП у Львові виступив проти об'єднання з Російською соціал-демократичною робітничою партією (РСДРП). Декілька місяців навчався на університетських курсах українознавства. Налагодив контакти з Іваном Франком, Володимиром Гнатюком та провідниками місцевих українських партій.

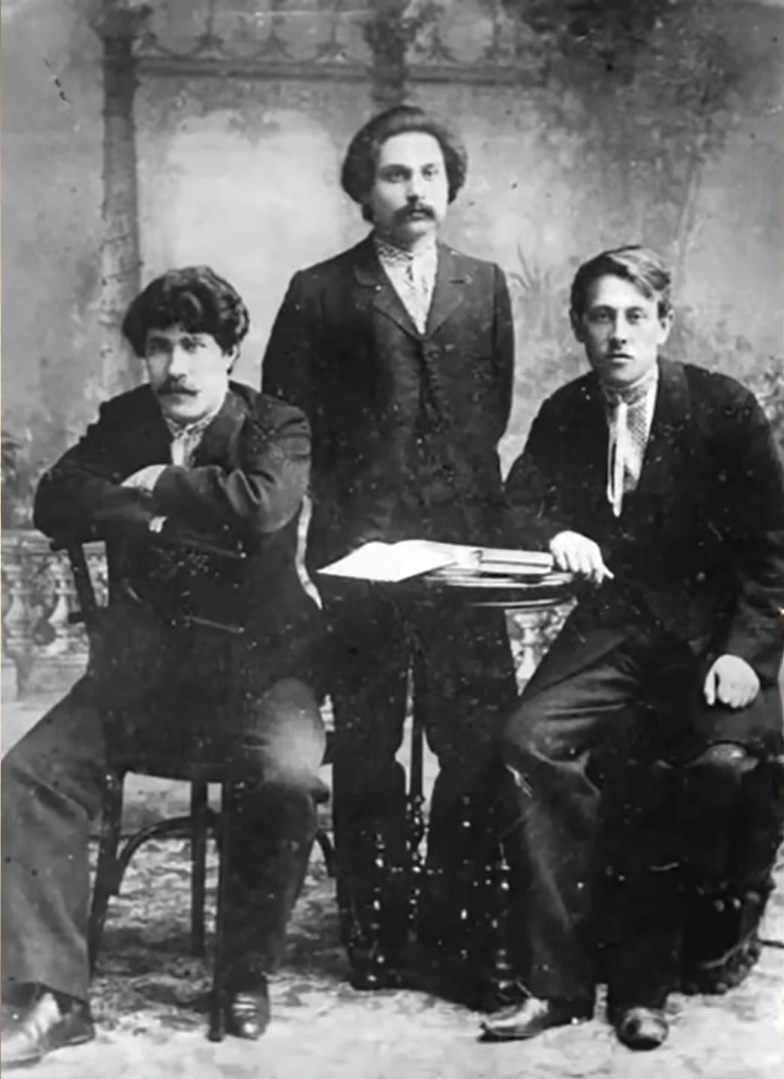
Симон Петлюра (праворуч) з товаришами, 1905 рік.

Після оголошення в жовтні 1905 року політичної амністії в Російській імперії повернувся додому. Працював у «Громадській думці», після її заборони — у газеті «Рада». На II з'їзді РУП, на якому партія отримала нову назву — Українська соціал-демократична робітнича партія (УСДРП), був обраний до її Центрального комітету. Тоді ж вступив у конфлікт з одним із лідерів партії Володимиром Винниченком, переконавши з'їзд не обирати того на посаду редактора центрального друкованого органу через «нестійкість, богемність і політичні хитання». Зрештою він домігся свого і Винниченко не був обраний делегатами. Від цього моменту між ними починається боротьба, яка триватиме понад десятиліття та досягне свого піку у 1919 році, коли обоє перебуватимуть у складі Директорії УНР.
У січні 1906 року разом із Миколою Поршем та Прокопом Понятенком виїхав до Санкт-Петербурга редагувати центральний орган партії щомісячник «Вільна Україна». Після публікації шести випусків видання припинилося, а Симон влітку 1906 року повернувся до Києва. З липня того ж року — секретар київського щоденника «Рада», від літа 1907 року до 1908 року — співредактор легального соціал-демократичного часопису «Слово».

### Російський період
У 1908—1910 роках проживав у Петербурзі. Під час життя у місті брав активну участь в українському русі, зумів домовитись про запровадження в журналі «Мир» українського відділу. Виступав на 50-х роковинах із дня смерті Тараса Шевченка в залі Дворянського зібрання на Михайлівській площі. Був присутній на похованні товариша, авіатора Левка Мацієвича, який загинув у авіакатастрофі під час польоту поблизу Санкт-Петербурга на очах десятків тисяч глядачів, поклав до його могили вінок з україномовним написом на синьо-жовтій стрічці.
На початку 1911 року переїхав до Москви, де його чекала Ольга Більська — полтавка, студентка Московського університету. Їхнє знайомство відбулося на вечірці українського земляцтва наприкінці 1908 року й переросло у роман, який закінчився шлюбом (цивільним із 1910 і зареєстрованим 1915 року). 1911 року в подружжя народилась донька Леся (1911—1941). Оскільки сім'я потребувала грошей, Петлюра влаштувався рахівником у товаристві убезпечення «Россия». Незабаром на кошти українських громад заходився видавати журнал «Украинская Жизнь» (1912—1914). Поступово з пересічного рахівника і журналіста перетворився на відомого громадського діяча. Федір Корш пророчив йому світову славу:
|  | Українці самі не знають, кого вони мають серед себе. Вони гадають, що Петлюра — видатний редактор, патріот, громадський діяч тощо. Це все правда, але не ціла правда. Петлюра — безмірно вищий за те, що про нього думають. Він — з породи вождів, людина із того тіста, що колись, у давнину, закладали династії, а за нашого демократичного часу стають національними героями… Буде він вождем народу українського. Така його доля. |

Під час Першої світової війни своє ставлення до війни виклав у статті-відозві «Війна і українці». У цій публікації доводив, що українці, перебуваючи у підданстві Російської імперії, зобов'язані лояльно виконують свій обов'язок перед нею та висловлював надію, що в майбутньому ставлення царської влади до українського питання зміниться.
На початку 1916 року добровільно вступив на службу до Всеросійського союзу земств, перебував на посаді Уповноваженого головного Всеросійського земського з'їзду, голови Контрольної колегії Земського союзу на Західному фронті. Того ж року з сім'єю поселився в Мінську, де перебував штаб Західного фронту. Після повалення самодержавства Петлюра виступив ініціатором та організатором проведення в Мінську Українського з'їзду фронту (квітень 1917 року), на якому він був обраний головою Української фронтової ради, а та, у свою чергу, делегувала його на I Всеукраїнський військовий з'їзд (5–8 травня 1917 року) в Києві.

### 1917—1918

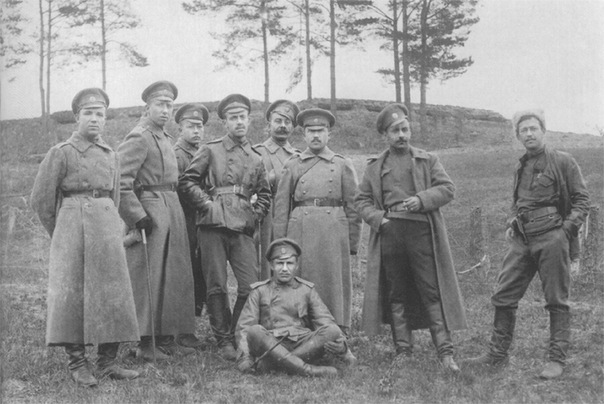
Старшини 1-го українського полку ім. Б. Хмельницького на позиціях біля м. Скалат, вересень 1917 року.

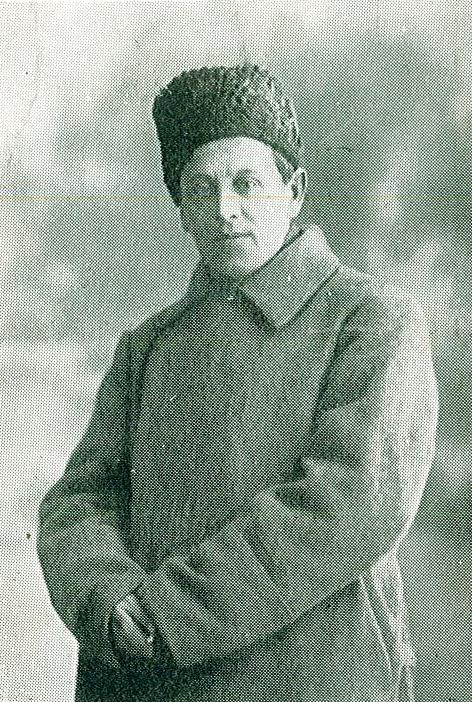
Симон Петлюра у травні 1917 року.

На з'їзд прибули сотні делегатів не лише від українських частин, але й російських. Суперечки між прихильниками різних політичних течій почалися вже під час обрання голови з'їзду. Київські військові пропонували кандидатуру Миколи Міхновського за його попередні заслуги у формуванні українських військових частин. Представники соціалістичного крила висунули кандидатуру Симона Петлюри. Для вирішення суперечок прийняли компромісне рішення: було обрано не голову з'їзду, а президію, члени якої мали головувати по черзі. У цій президії Симон Петлюра представляв фронтові частини, Микола Міхновський — тилові, Володимир Винниченко — Центральну Раду, матрос Грамотний — Балтійський флот. Почесним головою обрали Михайла Грушевського, а також запросили командира 1-о українського полку імені Богдана Хмельницького підполковника Юрія Капкана.
Завдяки своїм палким виступам на з'їзді та виголошеним промовам Симон Петлюра здобув велику популярність серед делегатів. Він поводився прагматично, раціонально, демонстрував, що спершу необхідно зважити всі обставини, а лише потім приймати чіткі рішення. За його доповіддю з'їзд прийняв резолюцію «Про українізацію армії». Було оголошено про необхідність вимагати визнання автономії України від Тимчасового уряду.
В основному же на з'їзді панували автономістські погляди. Звісно, Міхновський та його прихильники сповідували самостійницькі ідеї, проте більшість делегатів його не підтримували. Дану радикальну позицію вважали неправильною та небезпечною. Грушевський наголошував на необхідності мирної боротьби за автономію. Цю ж політику сповідувала і Центральна Рада. Петлюра не міг протестувати проти цих поглядів, адже був членом УСДРП, яка також пропагувала ідеї автономізму, тому він проголошував, що долю України не можна відділити від долі Росії, бо вони пов'язані напряму, а поразка Росії автоматично означатиме поразку й України.
У результаті з'їзду Петлюра був обраний до Українського генерального військового комітету (УГВК), з 21 травня обійняв посаду голови цієї організації. Водночас увійшов до Центральної Ради.
У червні 1917 року було проведено ІІ Всеукраїнський військовий з'їзд у Києві. На цей раз кількість делегатів перевищила відмітку у дві тисячі осіб. На цей раз лунала гостра критика плану наступу Керенського та панувала думка, що єдиним результатом цієї операції стануть великі втрати серед українців. Сам Петлюра на з'їзді, представляючи доповідь про стан армії, одночасно заявляв і про те, що формування великої української армії є необхідним, але, одночасно з тим, містить елементи небезпечності.

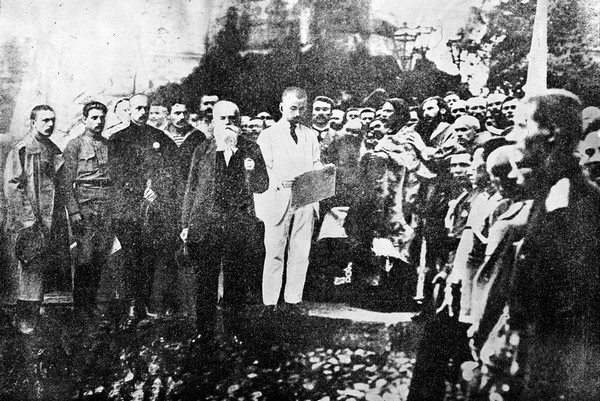
Проголошення Першого Універсалу Української Центральної Ради до народу України. Читає Микола Ковалевський.

З'їзд продемонстрував широку підтримку військовими Центральної Ради. Крім того, вони оголосили про потребу формування самостійних українських державних і військових структур. З'їзд вирішив якнайшвидше розробити план українізації війська і вжити всіх заходів для негайного втілення його в життя. На з'їзді також було обрано тимчасову Раду військових депутатів у складі 132 осіб, які увійшли до складу Центральної Ради. Після цього було видано Універсал, який проголошував автономію України у складі Росії.

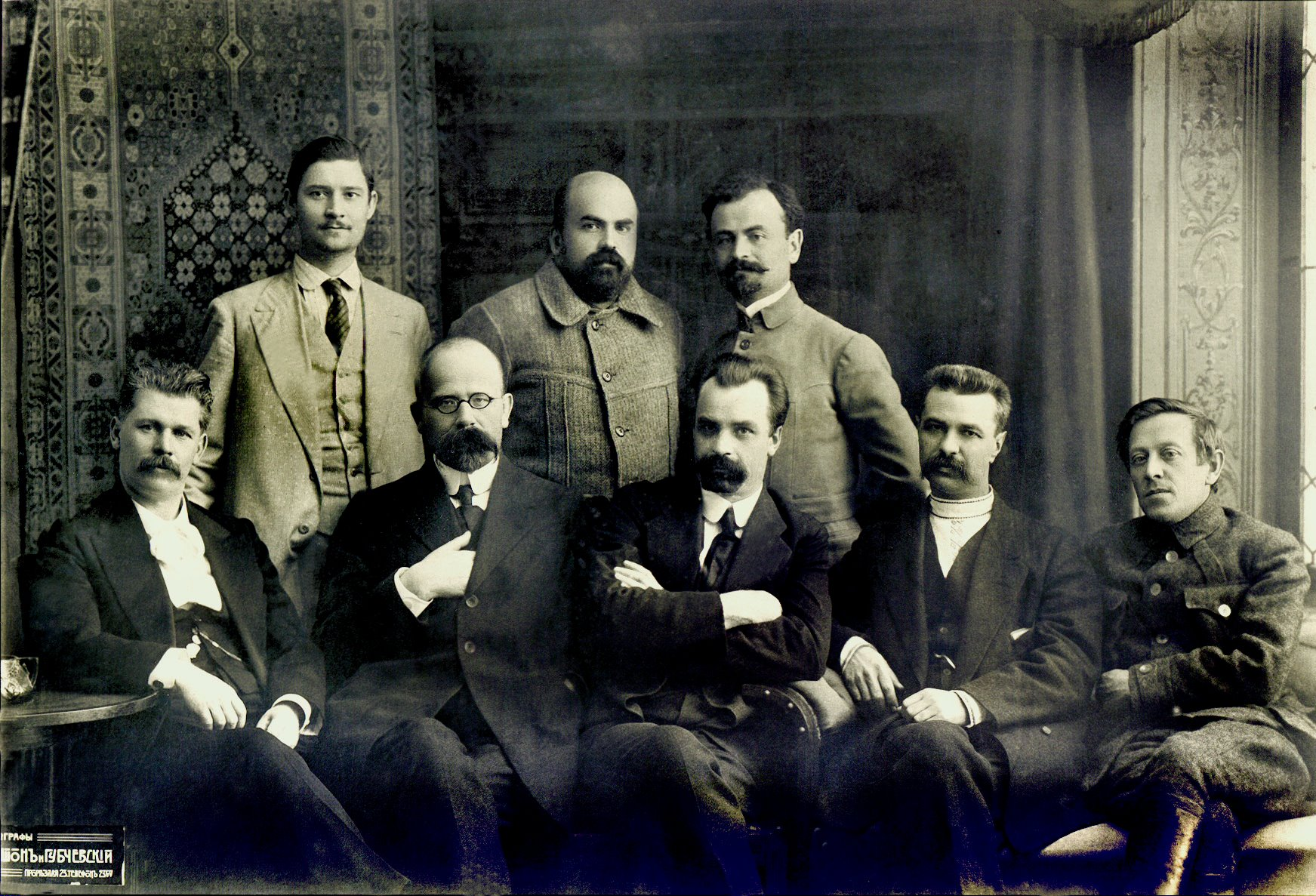
Члени першого Генерального секретаріату Української Центральної Ради (Симон Петлюра сидить крайній праворуч), 1917 рік.

Невдовзі було створено Генеральний секретаріат — вищий орган виконавчої влади. Тоді ж Петлюра обійняв посаду генерального секретаря з військових справ. Головним завданням Симона як військового діяча була українізація армії. І якраз тут, працюючи над створенням українських військових частин, він зустрів спротив частини членів Центральної Ради, зокрема, украй пацифістську позицію займали Винниченко та Грушевський. Крім того, українізацію сповільнювали напружені відносини з Тимчасовим урядом. Петлюра увійшов до комісії Центральної Ради, яка мала займатися веденням переговорів з Керенським. Головні суперечки точилися навколо питання про повноваження Генерального секретаріату, а також розглядалися проблеми українізації всіх частин на території України та заміни посадовців військових адміністрацій на українців.
Переговори з Тимчасовим урядом закінчилися взаємними поступками та виданням Другого Універсалу, який фактично був кроком назад на шляху до самостійності, що спричинило різку критику з боку самостійників. Результатом цього став виступ 2-о українського полку імені гетьмана Павла Полуботка. Петлюра входив до делегації, яка вела переговори із заколотниками. Виступаючи перед ними, він закликав солдатів не ставати на шлях анархії, адже це порушить плани УГВК щодо українізації армії. Проте ці переговори результату не дали. Солдати вимагали від Тимчасового уряду визнати Центральну Раду та Генеральний секретаріат єдиними легітимними органами влади в Україні, а від Центральної Ради — підтримати їхній виступ. Проте цього не сталося. Результатом же виступу стала висилка полку на фронт, де невдовзі майже весь він був знищений.
25 жовтня 1917 року відбувся більшовицький переворот, внаслідок чого до влади в Росії прийшов Волоними Ульянов-Ленін.
13 листопада Петлюра віддав наказ українським військам зайняти всі найважливіші урядові об'єкти Києва. 15 листопада розіслано його відозву до війська:
|  | Я, яко генеральний секретар по військових справах в Українській Народній Республіці, закликаю всіх вас, мої товариші й друзі, в теперішній час до загальної дружньої роботи. Будьте організовані та з'єдинені — всі за одного і один за всіх. Наше військо молоде, воно тільки становиться на ноги, і ви своєю дисциплінованістю доведете, що являєтесь славними потомками великих предків. |

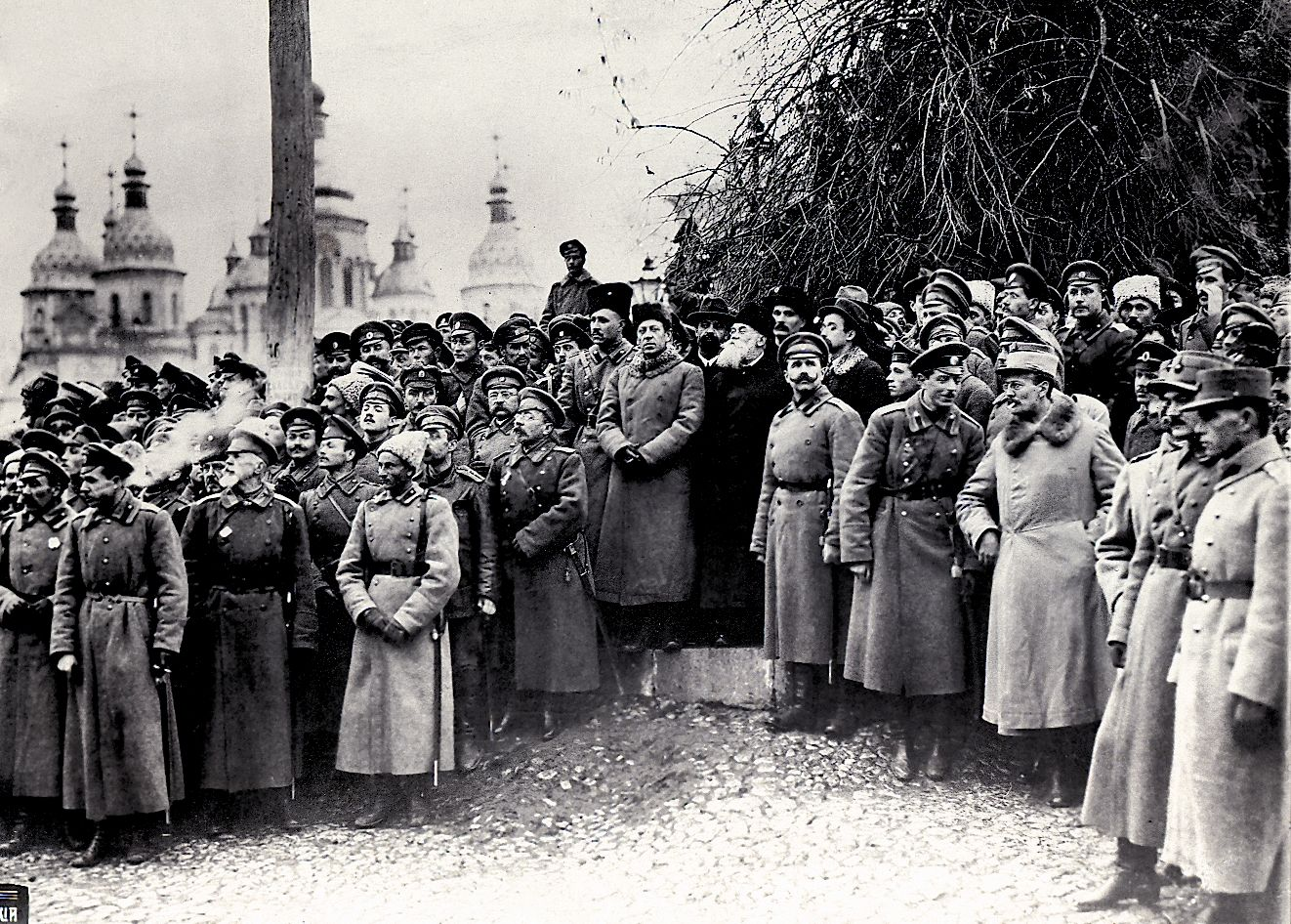
Мітинг під час проведення III Всеукраїнського військового з'їзду. Київ, 2 листопада 1917 року.

Петлюрі вдалося зорганізувати сердюцькі дивізії, він очолив роззброєння українськими військами прихильних до більшовиків підрозділів та бійців червоної гвардії в столиці. Під час революційних подій Петлюра, декілька разів безжально подавивши спроби більшовицьких переворотів у Києві в листопаді, грудні 1917 та січні 1918 року, довів, що з усього керівництва УНР один лише він був здатен на рішучі дії. Натомість Володимир Винниченко назвав Симона Петлюру головним винуватцем конфлікту з Радою народних комісарів у Росії й приклався до його відставки за «перевищення повноважень». На знак протесту проти пробільшовицької орієнтації голови секретаріату 18 грудня 1917 року Петлюра подав у відставку.

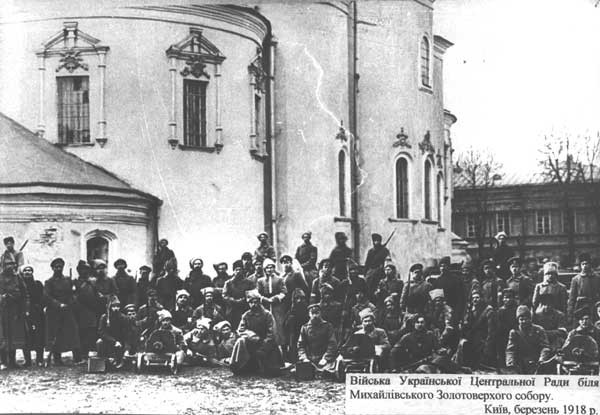
Симон Петлюра разом із бійцями ГКСУ, березень 1918 року.

Полишивши УГВК, на початку січня, очолив Гайдамацький кіш Слобідської України (ГКСУ). У Києві гайдамаки стали широковідомі ще після вбивства «головного більшовика міста» Леоніда П'ятакова. На чолі гайдамак Петлюра брав участь у боях проти червоних. Бойове хрещення відбулося на Полтавщині в боях за Гребінку. Згодом кіш взяв активну участь у придушенні січневого повстання проти Центральної Ради. Петлюра особисто керував штурмом «Арсеналу» та боями за Київ. Гайдамаки на чолі з ним першими ввійшли до міста, після звільнення столиці від більшовиків, улаштувавши 1 березня дефіляду на честь перемоги. Соціалісти, які домінували в уряді, зважили на вплив і популярність отамана в армії та знову приписали Симонові Петлюрі «військову змову з метою встановлення правої диктатури». Як наслідок, 12 березня 1918 року його усунуто від командування Гайдамацьким кошем.

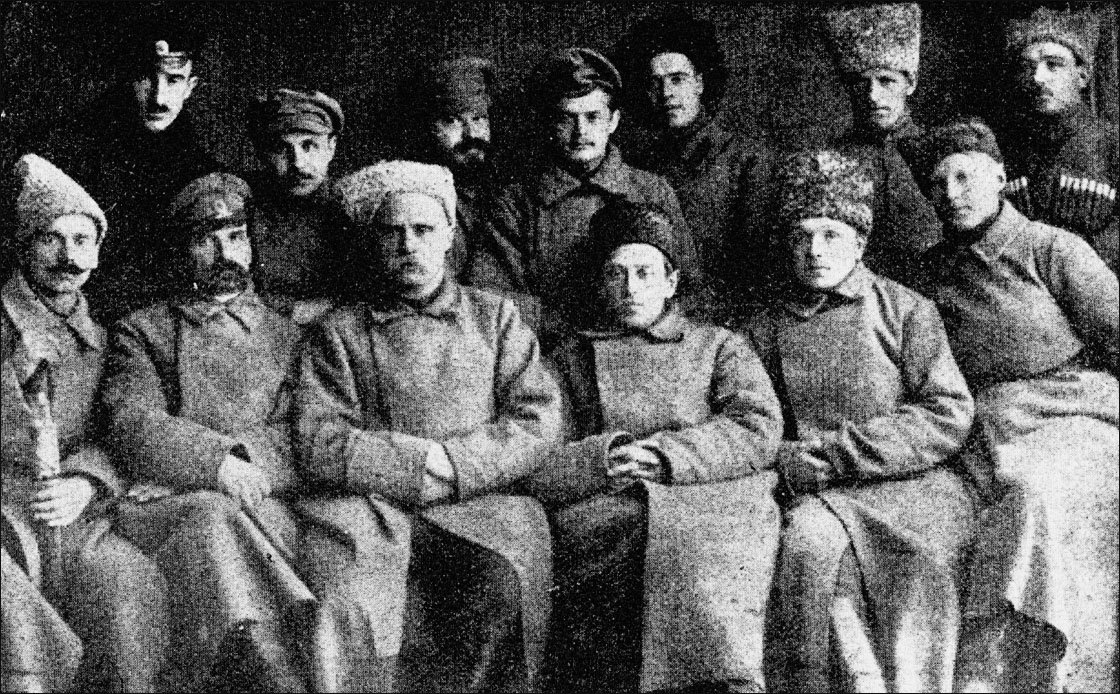
Симон Петлюра серед офіцерів ГКСУ, січень 1918 року.

Кіш став однією з найбоєздатніших українських частин, а вояки та організатори частини, з котрими Симон пліч-о-пліч у баталіях відстоював Україну — Олександр Удовиченко, Микола Чеботарів, Сергій Дельвіг та Омелян Волох — надалі залишались сподвижниками та довіреними особами Петлюри, хоч, як засвідчив приклад останнього, не всі вони виправдали його довіру.
Наприкінці березня 1918 року очолив Київське губернське земство, а за місяць на його базі створив та очолив Всеукраїнський союз земств.

### За часів правління Скоропадського
Не відмовляючись від власних амбіцій, Петлюра після квітневого перевороту в період Гетьманату обіймав скромну, на перший погляд, посаду голови Всеукраїнського союзу земств, ставши не лише політичним суперником Павла Скоропадського, а і його ідеологічним та соціальним антиподом. Відразу по зміні режиму він почав працювати над організацією повалення гетьманства, встиг створити й налагодити діяльність широкої мережі радикального підпілля, повною мірою виявив самовідданість та свої лідерські якості. Одночасно з цим, вів культурно-просвітницьку діяльність — забезпечив упорядкування могили Тараса Шевченка і Чернечої гори в Каневі. Як згодом висловився його опонент Борис Стеллецький:
|  | … значно перевершив Скоропадського своїм організаторським талантом, і можна лише щиро пошкодувати, що не він у той час був Гетьманом. |

Саме через земські установи Петлюра поширював свої ідеї на дрібне та середнє селянство, користуючись своєю посадою, забезпечив надходження матеріальних та фінансових ресурсів за посередництва спілок «Централ», «Українбанк» та «Дніпросоюз», дії яких він координував через Союз земств. Того часу Скоропадський, попри гучні заяви, залишався в колі здебільшого великих землевласників та представників космополітичного «ПРОТОФІСу», які сповідували монархічні та москвофільські ідеї.
27 липня разом із Миколою Поршем, Юрієм Капканом та іншими був заарештований за антигетьманський маніфест із вимогою ліквідації поміщицького землеволодіння та повернення землі селянам. Порша та Капкана невдовзі випустили, Винниченка тримали на допиті лише добу, натомість Петлюру утримували в Лук'янівській в'язниці майже чотири місяці (до 12 листопада 1918 року). Зрештою, за допомоги Микити Шаповала Симону вдалося встановити контакти з німецькими соціалістичними колами в Рейхстазі, які змогли посприяти звільненню політв'язня. Відтак із Берліна вчинено сильний тиск на німецьке військове командування в Україні. Колишній держсекретар Гетьманату Микола Могилянський свідчив, що в його розпорядженні був лист від Скоропадського, у якому той писав:
|  | … змушений був звільнити Петлюру за наполяганням німців, які загрожували в іншому разі звільнити його силою. |

Факт погрози німців підтверджував і колишній міністр закордонних справ Дмитро Дорошенко. 12 листопада 1918 року, напередодні антигетьманського виступу Директорії, до якої через тиск представників війська обраний заочно, Петлюра був звільнений з-під арешту міністром юстиції Української Держави Андрієм В'язловим. Відразу по тому виїхав до Білої Церкви — місця дислокації загону Січових Стрільців Євгена Коновальця.

### Антигетьманське повстання

Урочисте шикування Почесної варти Січових Стрільців на честь приїзду Симона Петлюри, листопад 1918 року.

Остаточним ідеологічним приводом до повстання стало підписання 14 листопада Скоропадським «Грамоти про федерацію з Росією». 15 листопада Петлюра, Винниченко, Осецький та командири Січових Стрільців в Білій Церкві обговорили план повстання. Було прийнято рішення про те, що очолити виступ має штаб Петлюри. Тоді ж за своїм підписом як Головного отамана Армії УНР та підписом очільника Генерального штабу республіканських військ Олександра Осецького видав Універсал до українського народу, у якому закликав до боротьби за волю України від гетьманського свавілля. 16 листопада були роззброєні німецькі військові в Білій Церкві. 17 листопада солдати Петлюри взяли Фастів, а вже наступного дня Головний отаман приймав звіт Андрія Мельника про результати Мотовилівського бою.
Проте далі шлях до Києва був складним. На станції Васильків розташувалися офіцерські дружини під командуванням Святополка-Мирського, бронепоїзд та полк сердюків, які були направлені спеціально для подавлення повстання. Проте солдати Святополка-Мирського, потрапивши під кулеметний вогонь Січових Стрільців, зазнали великих втрат, а сердюки діяли доволі пасивно. У результаті цього гетьманські війська були розбиті. Тоді ж Скоропадський оголосив про загальну мобілізацію колишніх офіцерів імператорської армії, проте відгукнулися далеко не всі, але й ті, хто відгукнувся, не всі були готові відправитися на фронт.
18 листопада повернено під владу Директорії Харків. 19 листопада солдати Петлюри підійшли впритул до Києва, проте були зупинені. Скоропадський призначив командувачем військ графа Федора Келлера, який славився своїми промосковськими поглядами, що спричинило негативну реакцію з боку українських офіцерів у складу гетьманської армії. Через це на бік Петлюри перейшли Запорізький корпус та Сірожупанна дивізія, деякі дрібніші частини. Через тиждень Келлера зняли з посади. У результаті цього і російські військові, які підтримували гетьмана, покинули Київ. Новим командувачем став Олександр Долгоруков.
20 листопада із заходу до Києва підійшов Чорноморський кіш, який також перейшов на сторону Директорії. Почалися позиційні бої.
На 27 листопада було заплановано почати новий наступ. Проте він міг завадити евакуації німецьких частин, які перебували в Києві. Тому вони штурмом відбили станцію Шепетівка і висловили ультиматум до повстанців: потрібно було відійти від Києва на 30 км і відкласти спроби подібних атак до моменту евакуації усіх німецьких військових із Києва. Через кількісну перевагу останніх Петлюра вирішив прийняти цей ультиматум. 28–30 листопада повстанці відійшли від західних та південних околиць столиці, натомість почали її блокаду зі сходу та півночі. 

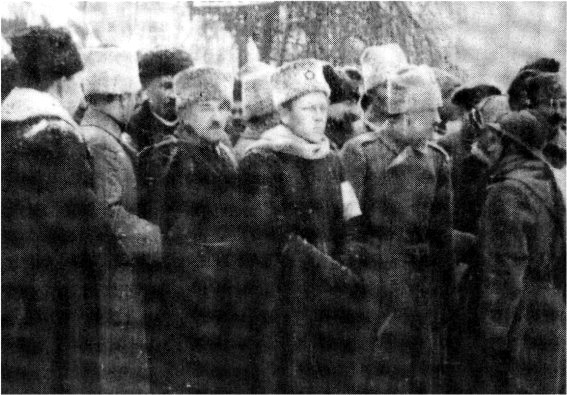
Симон Петлюра та Євген Коновалець приймають військовий парад, грудень 1918 року.

1 грудня впала гетьманська влада в Житомирі, доволі легко вдалося встановити контроль над Подільською губернією.

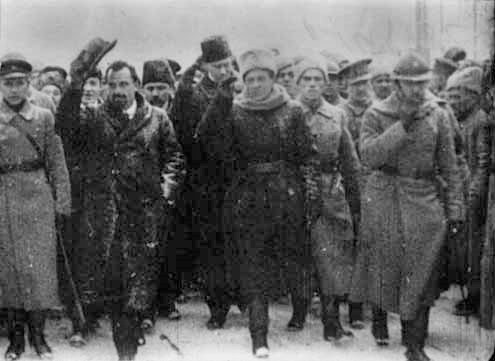
Члени Директорії на чолі військ тріумфально вступають до Києва, 19 грудня 1918 року.

6 грудня Директорія наказала німецькій армії покинути всю територію УНР. До цього часу кількість військ Петлюри зросла до 18 тисяч осіб, із яких був сформований новий корпус, який готувався до взяття Києва. 10 грудня повстанці відбили у гетьманців Катеринослав, а вже наступного дня — Одесу. До 12 грудня чисельність армії Директорії зросла до 30 тисяч осіб. Було проведено роззброєння німецьких гарнізонів навколо столиці. Німці, оточені солдатами Петлюри, просто складали зброю без бою. Тоді ж Гюнтер фон Кірхбах погодився не заважати наступу повстанців на Київ.
13 грудня почався штурм столиці. Гетьманські війська, які кількісно поступалися повстанцям, не могли чинити належного спротиву. Наступного дня, 14 грудня, Київ було взято. 19 грудня Директорія тріумфально прибула до столиці, а ще за день бої повністю припинилися. Вся територія УНР перейшла під контроль Директорії.

### 1919—1920 роки. Союз із ЗУНР

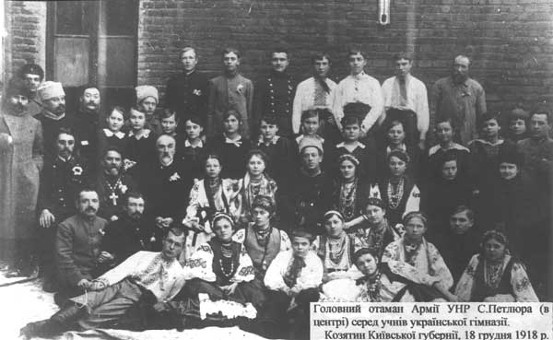
Головний отаман Симон Петлюра разом із учнями української гімназії, грудень 1918 року.

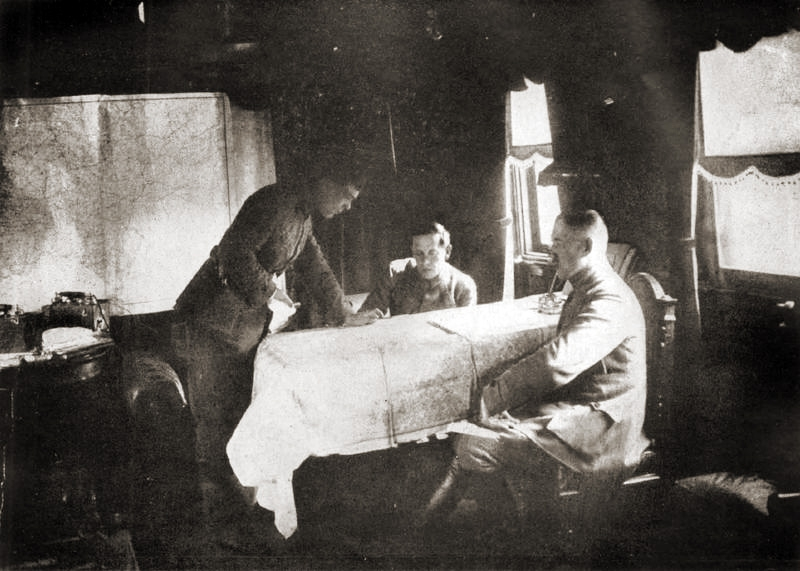
Симон Петлюра у своєму штабному вагоні, 1919 рік

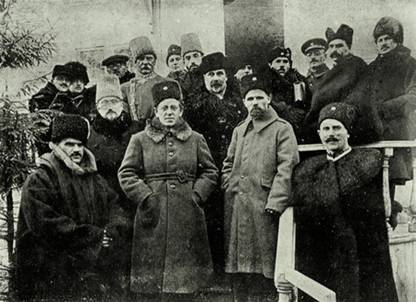
Уряд Директорії та генералітет Армії УНР після наради в Ялтушкові (Симон Петлюра стоїть другим ліворуч у першому ряду), 7 листопада 1920 року.

Повернувшись до Києва, Петлюра перейняв повноваження фактичного керівництва  відомствами військових та морських справ, а також мистецтва й народного здоров'я. 
З 28 січня 1919 року (після проголошення Акту Злуки) склад Директорії доповнили представником від Західноукраїнської Народної республіки — Євгеном Петрушевичем. 
Проте навіть на цьому етапі історії Директорія не працювала злагоджено, всередині неї продовжував тривати конфлікт між двома ключовими особами — Володимиром Винниченком, який вважав за необхідне шукати компромісу з Раднаркомом для того, щоб запобігти новим жертвам, та Симоном Петлюрою, який розумів, що взаємовигідна співпраця з Москвою неможлива, адже більшовики не зацікавленні в існуванні незалежної чи, принаймні, автономної України. Фактично можна стверджувати, що перший залишався переконаним автономістом, натомість другий еволюціонував в ідейного самостійника. На знак цього 11 лютого Головний отаман навіть вийшов із лав УСДРП. Урешті-решт Винниченко, втомившись від усього, покинув Директорію та виїхав за кордон.
Віднині саме Петлюра очолив Директорію, отримавши диктаторські повноваження. Наприкінці лютого він відвідав Бережани та Стрий. 27 лютого в Ходорові зустрівся з представниками дипломатичної місії, котра прибула на переговори щодо встановлення лінії розмежування між Українською Галицькою Армією й Військом Польським. Під час переговорів поставив умову визнання УНР та ЗУНР, надання підтримки в боротьбі проти більшовиків.

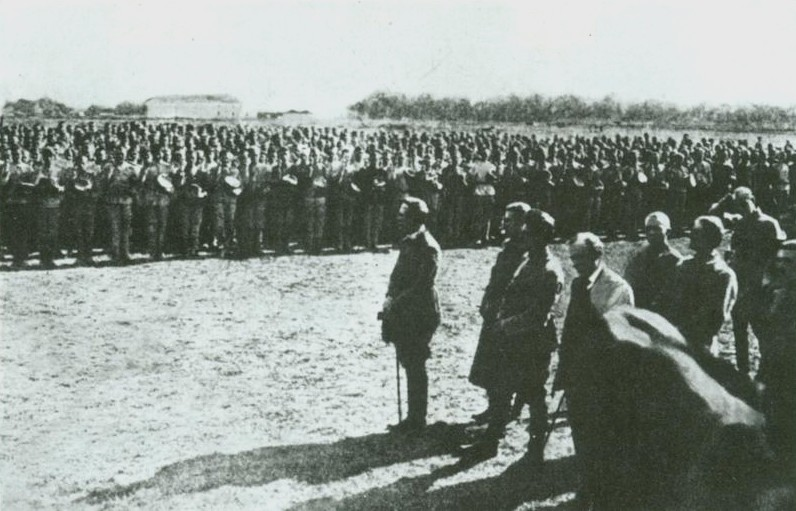
Присяга Січових Стрільців у Старокостянтинові, 1919 рік.

Петлюра рішуче вимагав оголошення війни РРФСР. Через протидію Винниченка, котрий прагнув порозумітися з московськими більшовиками та вів із ними перемовини про мир, війну оголосили лише 16 січня — коли ворожі війська вже взяли Харків, Чернігів і підійшли до Полтави. Отримавши одноособову владу над військом, поділив армію на три угруповування: Правобережне (під орудою Олександра Шаповала), Східне (Євгена Коновальця) та Південне (Андрія Гулого-Гуленка). Проте в січні — квітні 1919 року основна маса військ Директорії була розгромлена більшовиками, які захопили Київ. Рештки українських частин були притиснуті до ріки Збруч. Віднині під контролем Петлюри залишалася лише половина Подільської губернії, а також невеликі частини на півдні Волинської та південному заході Київської губерній. 

Ситуація дещо змінилася, коли 16 липня 1919 року до військ Директорії доєдналися частини УГА, які були витіснені поляками за Збруч. Об'єднавши зусилля та вдало скориставшись наступом Денікіна, вони почали власний контрнаступ. Разом їм вдалося 30 серпня 1919 року здобути Київ, однак вже наступного дня під тиском Збройних сил Півдня Росії (ЗСПР) ураїнська армія була змушена полишити місто. Прямим наслідком цього стало оголошення з боку УНР війни білим військам. 

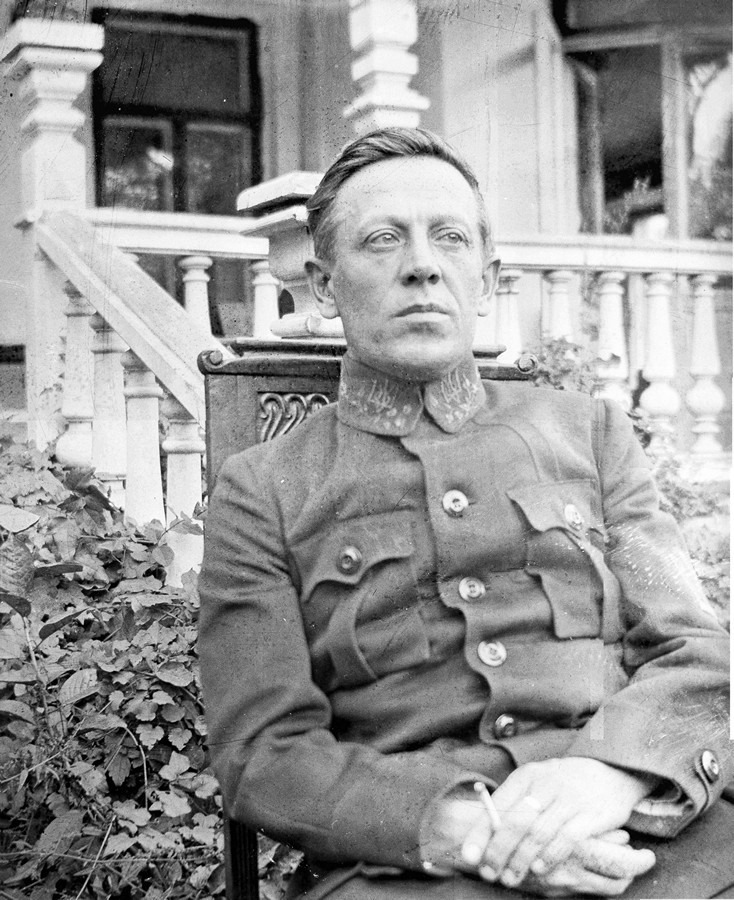
Симон Петлюра у Кам'янці-Подільському, 1919 рік.

Щодо стосунків Симона Петлюри з Євгеном Петрушевичем, то вони визначались, зокрема, відмінностями світоглядів. Обидва діячі мали частково різне тактичне бачення шляхів виходу зі складної ситуації, у якій опинилися УНР та ЗУНР (зокрема, Петрушевич вважав необхідним негайно створити правий уряд, який вів би перемовини з Денікіним). Продовжував існувати дуалізм армій та урядів.

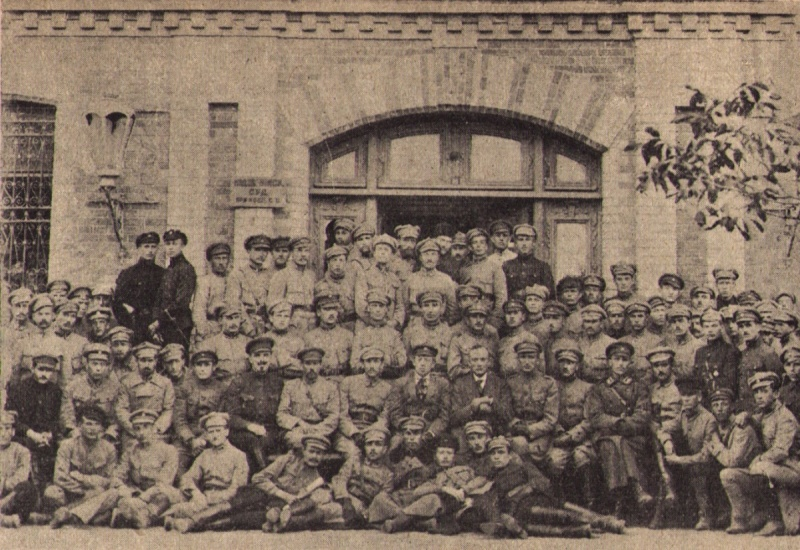
Симон Петлюра та Січові Стрільці, 1919 рік.

Головний отаман перебував у містах Чортків і Борщів, де 8 липня 1919 року проводив переговори з Президентом Ради ЗУНР. Історик Василь Іванис вказує на те, що Петлюра був відомим на Галичині серед мас, існував «1-й Тернопільський полк імені Симона Петлюри». На зустрічі, ураховуючи безвихідність ситуації, ухвалили рішення про відхід УГА та уряду ЗУНР за річку Збруч.
Восени ситуація погіршилась — епідемічний висипний тиф та недостатня забезпеченість армії породили внутрішні суперечки. 4 листопада в Жмеринці відбулася нарада за участі представників урядів Директорії УНР та Диктатури ЗУНР. За спогадами Олександра Доценка, Петлюра в ці дні зазначив:
|  | Для мене тепер ясно, що галичани з їх симпатіями до Москви сами загинуть і нам дихнути не дадуть. Та годі їх переконати в противному, як нас у тому, що було б добре з Москвою… |

Зрештою командування УГА — Мирон Тарнавський, Альфред Шаманек та Альфонс Ерле — не ставши питати згоди чи поради з Євгеном Петрушевичем, «через катастрофічний стан війська» самочинно підписали сепаратний Зятківський договір із командуванням ЗСПР. Це саме в той час, коли, згідно з передбаченням Петлюри, біла армія перебувала напередодні своєї остаточної ліквідації армією більшовиків. Ситуація погіршувалась тим, що відразу після його підписання війська генерала Антона Денікіна, користуючись нагодою, розпочали наступ на позиції військ УНР, змусивши їх відступити, адже раптово полишені галицькими вояками ділянки фронту залишилися без прикриття. 9 листопада в Кам'янці-Подільському Петлюра скликав спільне засідання Директорії й уряду для обговорення питання про «зраду» частини галичан. 
15 листопада Україну покинули Федір Швець та Андрій Макаренко, останні, крім Петлюри, члени Директорії. Віднині Петлюра вже й офіційно став одноосібним диктатором України. Петрушевич видав наказ заарештувати Тарнавського. Проте договір із білогвардійцями після перегляду умов в Одесі 17 листопада все ж був офіційно підписаний — УГА підпорядковано ЗСПР, вирішення політичної долі ЗУНР за договором не розглядали, оскільки на той час то була «держава без території». Текст договору потрапив до штабу Петлюри 26 листопада. Під впливом чуток про «галицьку зраду» та ще не знаючи, що група Січових Стрільців лишилася в складі Збройних сил УНР, гайдамаки Омеляна Волоха роззброїли стрілецький полк Івана Андруха, однак цю ситуацію вдалося владнати.
2 грудня 1919 року за погодженням із Петлюрою дипломатичною місією УНР у Варшаві на чолі з Андрієм Лівицьким була підписана декларація щодо західних кордонів країни з польським урядом. Андрій Жук, на початок політичної діяльності котрого великий вплив мав Симон Петлюра, але згодом, зважаючи на власні кооператорські інтереси, перейшов на бік захисту позицій уряду ЗУНР, вважав її помилкою. 4 грудня 1919 року делегація ЗУНР, на чолі зі Степаном Витвицьким, оголосила про розрив Акту Злуки в односторонньому порядку посольству УНР у Варшаві. 5 грудня Головний отаман віддав наказ про перехід армії в Зимовий похід.
6 грудня виїхав до Варшави для організації воєнно-політичного союзу з Польщею проти більшовицької Росії. За його ініціативою український і польський уряди підписали в квітні 1920 року Варшавський договір, який однак не був ратифікований УНР та Польщею.

### Симон Петлюра та Юзеф Пілсудський

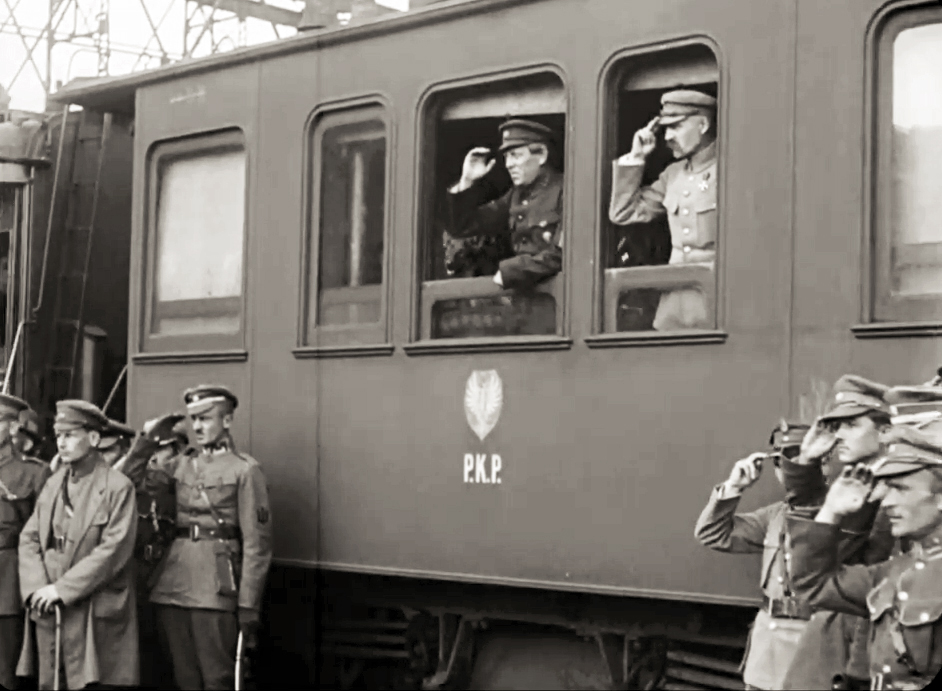
Симон Петлюра та Юзеф Пілсудський, Вінниця, 1920 рік.

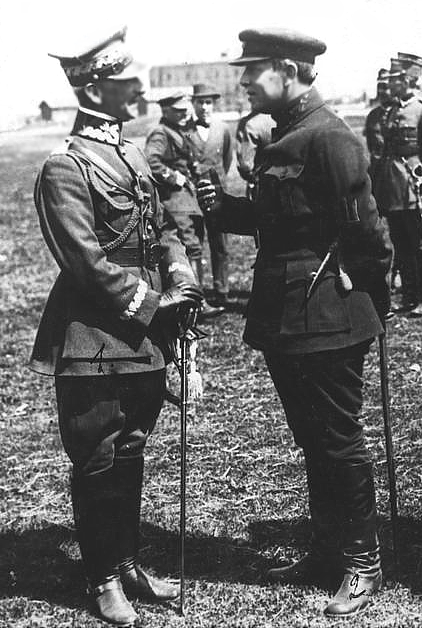
Петлюра та генерал Антоній Лістовський під час Київської операції, квітень 1920 року.

У серпні 1919 року в Польщі перебувала дипломатична місія на чолі з Пилипом Пилипчуком, що негативно розцінила частина галицьких політиків. Власне, їх обурили не стільки самі перемовини, скільки організована польськими урядовцями фальсифікація їхнього перебігу, котру уряд ЗУНР сприйняв за правду. До цього особливих зусиль доклав Ян Падеревський з використанням псевдодипломата «від УНР», полковника Б. Курдиновського, котрий, не маючи на те жодних прав та повноважень, підписав ряд документів. Петлюра, дізнавшись про існування та діяльність останнього, наказав Андрієві Лівицькому негайно викликати його до Кам'янця, аби зупинити злочинну діяльність та вимагати пояснень. Курдиновський, дізнавши про це, отримавши гроші від Падеревського, наступного дня втік до Парижа. Договір, підписаний ним, а також заяви Пилипчука були визнані недійсними на спільному засіданні Директорії УНР та уряду ЗУНР 26 вересня 1919 року в Кам'янці-Подільському. Головний отаман у цей час переважно перебував безпосередньо на фронті, Андрій Макаренко та Федір Швець вели кабінетні розбірки з Євгеном Петрушевичем. Зрештою вирішено послати до Варшави спільну дипломатичну місію з представників Директорії та Диктатора ЗО УНР задля встановлення перемир'я та протибільшовицького фронту. Місія на чолі з Лівицьким відбула до Варшави 3 жовтня.

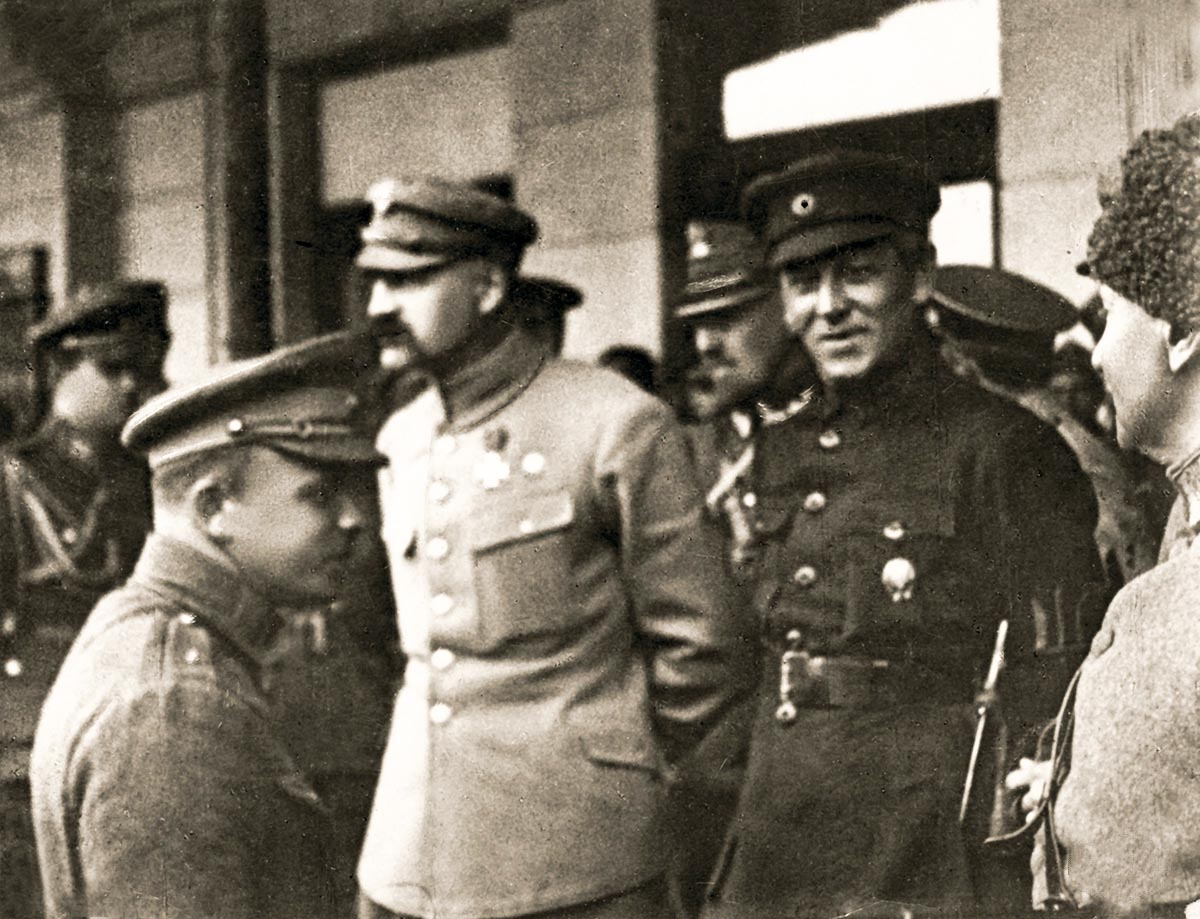
Симон Петлюра і Юзеф Пілсудський, 1920 рік.

Наприкінці 1919 року Україна опинилась у вкрай тяжкому становищі — поразки на фронтах, окупація майже всієї її території та договір галичан з денікінцями, що вимагало негайних рішень. Як зазначав Петлюра в листі до міністра закордонних справ Лівицького:
|  | В цей час полагодження наших стосунків з Польщею могло би нас врятувати, — дати нам базу деяку, зносини зі світом і перспективи. Дуже жалко, що ми цих переговорів не почали раніше: може б, мали більш сприяючі для нас обставини для заключання договору з Польщею. |

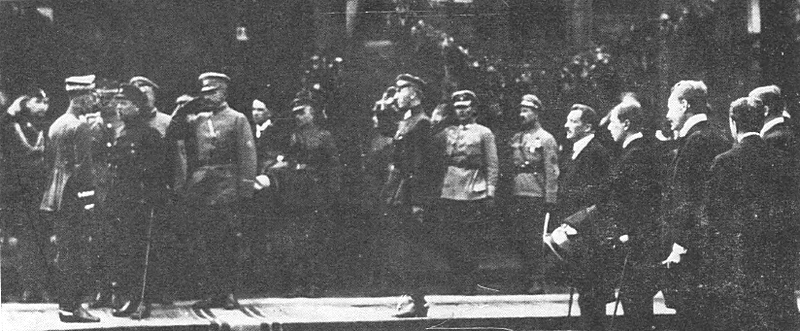
Генерал Ридз-Сміглий рапортує Симонові Петлюрі після звільнення Києва від більшовиків, 1920 рік.

4 грудня 1919 року через свого ад'ютанта Юзеф Пілсудський запросив Симона Петлюру до Варшави. 9 грудня вони зустрілися в Бельведері й обговорили питання про україно-польські стосунки та більшовицьку загрозу.
Підписали Варшавський договір — міждержавну угоду Польщі та УНР, за яким в обмін на визнання незалежності УНР і військову допомогу Петлюра дав згоду визнати українсько-польський кордон по річці Збруч і далі по Прип'яті до її гирла. За договором польський уряд Юзефа Пілсудського скасував наміри розширення території Польщі до кордонів Речі Посполитої 1772 року та визнав УНР.

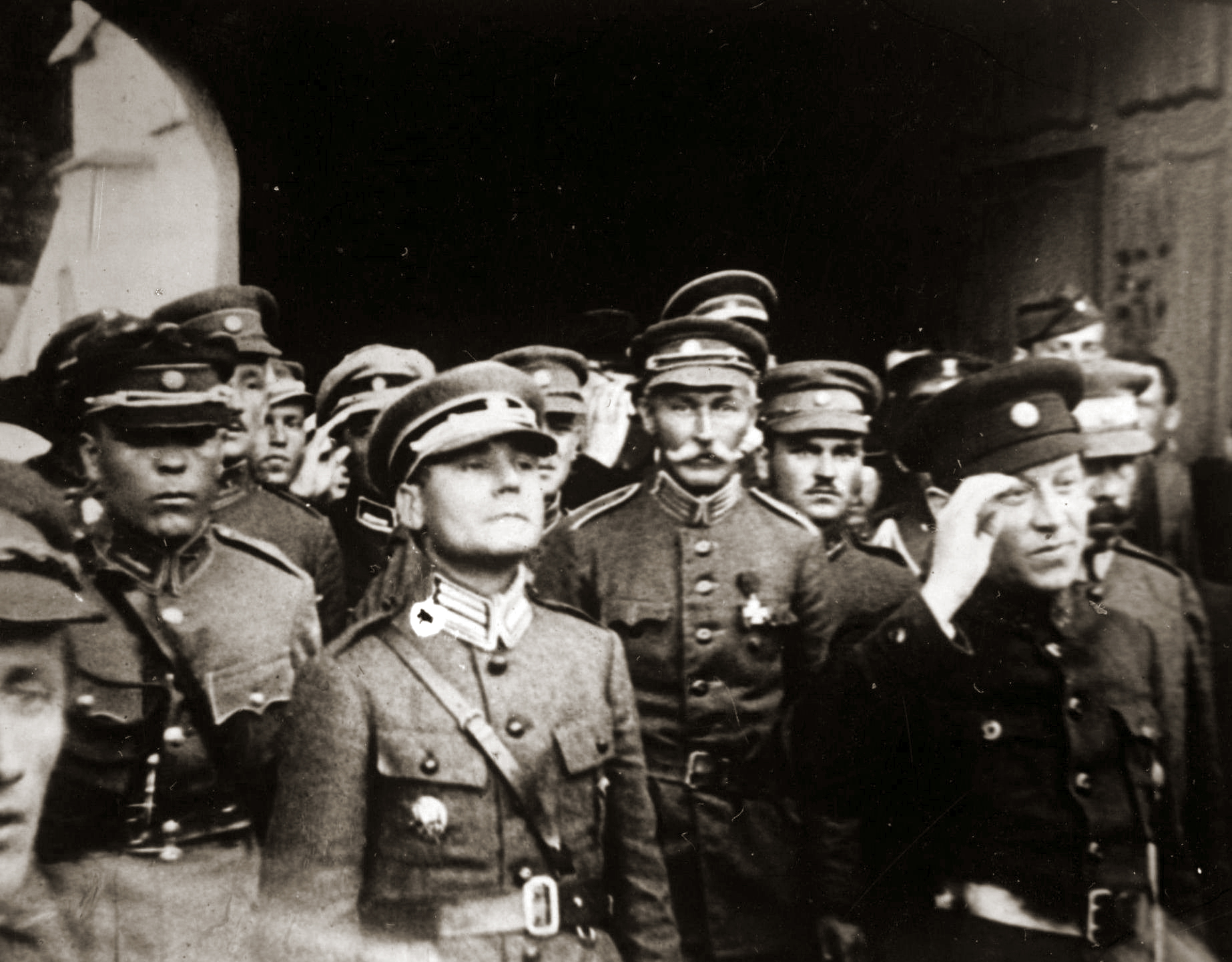
Симон Петлюра та генерал Марко Безручко, 1920 рік.

Невдовзі об'єднані польсько-українські війська почали спільне ведення бойових дій проти більшовиків. У червні 1920 року вони навіть змогли відвоювати Київ. Проте через незлагоджені дії та постійні суперечки між поляками та українцями цей союз не був ефективним. Невдовзі війська Тухачевського відбили у поляків усю звільнену ними раніше територію України. Надалі радянська армія продовжила наступ та майже дійшла до Варшави, проте не змогла подолати Віслу. Позиційні бої тривали ще понад півроку, проте зрештою Польща уклала Ризький мирний договір із більшовицькою Росією, проігнорувавши уряд УНР та його вимоги, і віддавши колишнього союзника на поталу сильнішому ворогові.

### В еміграції

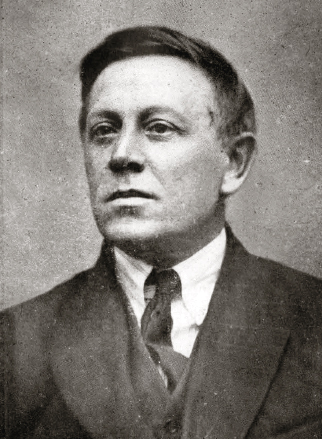
Симон Петлюра в 1922 році.

З листопада 1920 року керував роботою екзильного уряду УНР у Польщі (Тарнів, Ченстохова, Варшава).
31 грудня 1923 року виїхав до Австрії, згодом — до Угорщини, Швейцарії.
У жовтні 1924 року оселився в Парижі, де організував видання тижневика «Тризуб» і продовжував виконувати обов'язки голови Директорії УНР і Головного Отамана УНР.
Після еміграції Симона Петлюри у Полтаві залишилися дві його рідні сестри й племінник. Особливим рішенням Полтавської міської ради в 1927 році їм надали у довічну власність будинок брата. Навесні 1937 року їх усіх заарештували нібито за активну контрреволюційну діяльність і засудили по 1-й категорії — до розстрілу.

### Вбивство
Керівництво Радянської Росії на чолі з В. Леніним особливо непокоїла діяльність провідника українського визвольного руху Симона Петлюри, змушеного перебувати в еміграції. За свідченням Султан-Галієва на засіданні ЦК РКП(б) у 1922 році Ленін, зокрема, сказав: 
| Ніякі Денікіни, Юденичі нам не страшні, бо їхні програми застаріли. Нам, більшовикам, страшний лише один лідер — Петлюра, програма якого небезпечна для нас. І до того часу, доки житиме Петлюра, доти не закінчиться рух повстань проти нас, ми не можемо чекати спокою на Півдні. Тому Петлюру необхідно вбити. Доручаю Сталінові як представникові партії, а Дзержинському й Триліссеру по лінії ЧК виконати це завдання[26]. |
Симон Петлюра був убитий 25 травня 1926 року Самуїлом Шварцбардом. Уважають, що той нібито був агентом ОДПУ, а помста є лише приводом. Сам Шварцбард у перших свідченнях французькій поліції розповідав, ніби лише чув про погроми від одновірців, коли в 1917 році їздив спільно з французькою військовою місією з Петрограда до Одеси. Про це, зокрема, свідчать публікації тогочасної французької преси: «Еко де Парі», «Парі-Міді» та інших.
Шварцбард розстріляв Петлюру на розі вулиці Расін та бульвару Сен-Мішель. Була друга година дня. Отаман зупинився біля книгарні та роздивлявся книжки. Пересвідчившись, що перед ним саме Симон Петлюра, Шварцбард випустив у нього сім куль. Після чого дочекався поліцію біля застреленого. Петлюру ж якнайшвидше переправили до найближчої лікарні Шаріте на бульварі Сен-Жермен, але врятувати не змогли. Справа вбивства Петлюри була проблемною вже 1926 року. Про те, що знищення Петлюри було саме операцією радянських спецслужб, свідчив працівник КДБ Петро Дєрябін, який 1954 року перейшов на бік американців. Він казав про це під час виступу в Конгресі США.
Петлюра похований у Парижі на цвинтарі Монпарнас на ділянці № 11.

### Процес Шварцбарда
Слідство та обвинувачення не висунули жодних переконливих доказів особистої причетності Петлюри до погромів чи організації погромів. Жоден факт не підтвердив антисемітських нахилів Петлюри.

Посмертна маска Симона Васильовича Петлюри

На процесі представлено понад 200 документів, які свідчили про намагання Петлюри та його уряду зупинити погроми. Однак вони не були взяті до уваги.
Про те, що Петлюра прагнув припинити хвилю погромів, які в 1919 році забрали життя близько 50 тисяч євреїв, свідчить і його звернення до населення України від 18 березня 1921 року (звернення зроблено в еміграції через два роки після масових погромів):
|  | Кати наші — большовики скрізь поширюють чутки, що буцімто українські повстанці нищать жидіське населення. Я Отаман Українського Війська, не вірю цьому, не вірю, бо знаю нарід український, який, утиснений грабіжниками-завойовниками, сам не може утисняти народу іншого, що так само страждає від більшовицького панування, як і він… Як Головний отаман Війська Українського, я наказує вам: більшовиків-комуністів і інших бандитів, що роблять єврейські погроми та нищать населення, карати безпощадно і, як один, стати в оборону бідного змученого населення і через наші військові суди розправитися з бандитами негайно. |

Не вплинуло на рішення суду і те, що на сесії суду 20 жовтня зачитували двадцятисторінкову заяву Елії Добковського, який особисто знав убивцю Петлюри, до прокурора. У цій заяві пан Добковський твердив, що особа пана Петлюри активно цікавила певного Володіна, який є агентом ГПУ, розпоряджався значними сумами грошей і що він сам признався Добковському, що безпосередньо допомагав цьому вбивству.

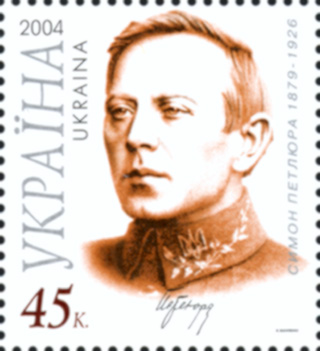
На поштовій марці України, 2004 рік

Українські джерела, і зокрема книга А. Яковліва «Паризька трагедія», надає чимало свідчень проти московського агента Михайла Володіна. Той приїхав до Парижа в 1925 році, багато спілкувався не лише з Шварцбардом, але й з опонентами Петлюри в колах української імміграції, збираючи інформацію про отамана.
Слідство, яке тривало понад 16 місяців, виправдало вбивцю. Адвокат Шварцбарда, комуніст у молоді роки Анрі Торес, зумів уникнути детального обговорення організації вбивства. Натомість, за попереднього слідства, він спільно з майбутнім засновником Ліги проти антисемітизму Бернаром Лекашем, подався до більшовицької Москви, а не до України шукати свідчень на підтвердження петлюрівських погромів.
Адвокату Симона перед судовим засіданням була передана папка із документами про непричетність Петлюри до єврейських погромів, зібрана його дружиною і соратниками. З невідомих причин документи так і не були використані у судовому засіданні і не прив'язані до справи.
З цього суперечливого процесу народилася впливова нині Ліга боротьби проти расизму та антисемітизму (LICRA). Симонові Петлюрі судилося стати жертвою не лише зухвалого вбивства, але й посмертної політичної дискредитації.

## Вшанування пам'яті

### Державні почесті
16 травня 2005 року Президент України Віктор Ющенко підписав Указ про увічнення пам'яті Симона Петлюри та встановлення йому пам'ятників у місті Києві та інших місцях, присвоєння окремим військовим частинам його імені.

### Вулиці
На честь Симона Петлюри названі вулиці в Білій Церкві, Броварах, Кам'янець-Подільському, Дніпрі, Львові, Києві, Полтаві, Вінниці, Житомирі, Рівному, Тернополі, Стрию, Івано-Франківську, Шепетівці та багатьох інших населених пунктах України.

### Пам'ятники
- 2001 року в Рівному на майдані поряд з Народним домом встановлено погруддя Симону Петлюрі.

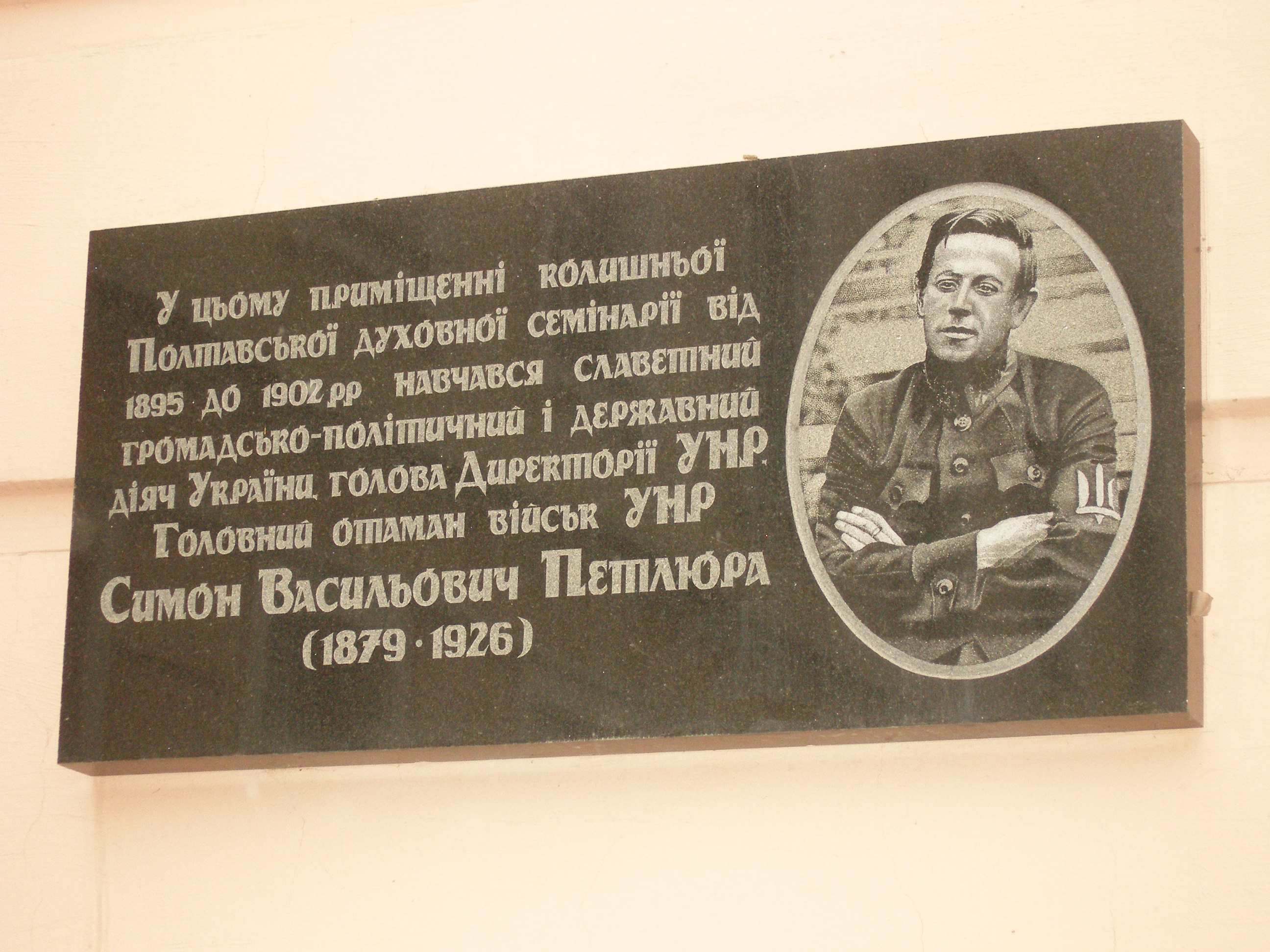
Меморіальна дошка Симону Петлюрі у Полтаві

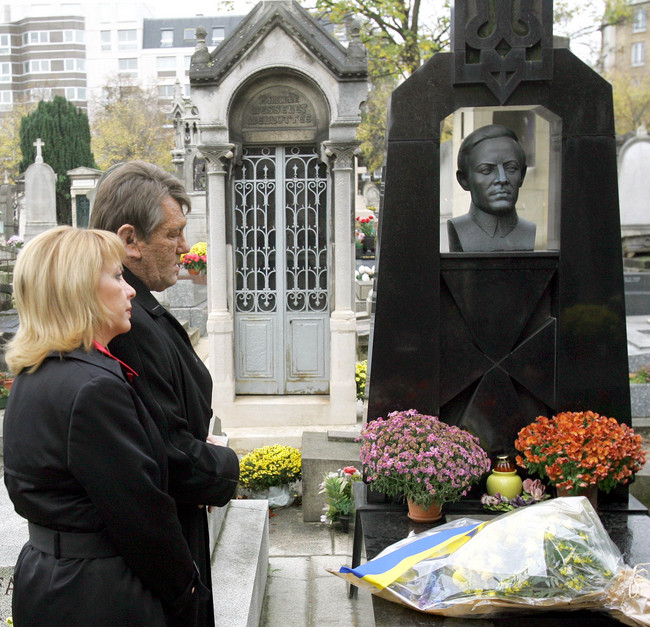
Президент України Віктор Ющенко з дружиною, біля могили Симона Петлюри на Цвинтарі Монпарнас у Парижі

- Президент України Віктор Ющенко з дружиною, біля могили Симона Петлюри на Цвинтарі Монпарнас у Парижі23 травня 2007 року в Полтаві пройшла церемонія відкриття пам'ятного знака Симона Петлюри, також планувалося перейменувати на його честь Жовтневу вулицю (в 2016 році її перейменували на вулицю Соборності, а на честь Петлюри назвали колишню вулицю Артема). Захід супроводжувався бійкою представників «помаранчевих» і правих проти комуністів, «регіоналів» та Союзу радянських офіцерів[36][37]. У церемонії закладення пам'ятного знаку взяли участь голова Полтавської ОДА Валерій Асадчев, народний депутат Микола Кульчинський, перший заступник голови ОДА Іван Близнюк, заступник голови Полтавської облради Петро Ворона та заступник голови УНП Іван Заєць. У своєму виступі Валерій Асадчев заявив: «Коли на місці каменю буде споруджено перший в Україні пам'ятник Петлюрі, то його відкриття буде подією всеукраїнського масштабу»[38]. В опозиції до встановлення пам'ятки виступили тодішній мер Андрій Матковський і Олександр Удовіченко. У ніч на 4 жовтня, у наслідок діяльності спілки депутата міськради Олексія Гаврікова, пам'ятний знак було демонтовано комунальниками. 23 травня 2007 року ухвалою Господарського суду Полтавської області за позовом Полтавської міської ради заборонено ОДА вчиняти будь-які дії, спрямовані на зведення пам'ятника Петлюрі, а також пам'ятних каменів, знаків, меморіальних дошок, монументів та інших елементів об'єктів, що стосуються увічнення пам'яті Симона Петлюри на території Полтави[39].

- 14 жовтня 2017 року у Вінниці відкрили пам'ятник Симону Петлюрі роботи скульптора Володимира Овраха та його синів Романа і Андрія[40]. Пам'ятник встановлено на подвір'ї обласного радіо (вулиця Симона Петлюри 15), де за часів УНР містилось Міністерство пошт і телеграфів, а пізніше перебувала Військово-похідна Канцелярія Головного Отамана УНР. У майбутньому пам'ятник стане частиною історичного комплексу — «Музею тимчасової столиці»[41]. Пам'ятник Симону Петлюрі виготовлено з бронзи у натуральну величину. Симон Петлюра сидить на лавці, тримаючи у руках мапу України. Основою для пам'ятника стала відома світлина, зроблена у 1919 році в Кам'янці-Подільському.
- 22 травня 2018 року відбулося відкриття другої меморіальної дошки на честь С. Петлюри у Полтаві, приурочене до 139-ї річниці дня його народження[42].
- 24 серпня 2018 року на бульварі Симона Петлюри у Тернополі встановлено бюст[43].
- 22 січня 2019 року у Києві було відкрито барельєф на його честь на вулиці Симона Петлюри.[44]
- 22 січня 2019 у Хмельницькому було відкрито барельєф[45].
- 18 червня 2019 року на пам'ятнику придушенню заколоту робітників заводу Арсенал у Києві встановлена нова таблиця на постаменті, яка повідомляє, що монумент присвячено українським військовим, які придушили більшовицький заколот на заводі «Арсенал», зокрема, під командуванням Симона Петлюри[46].
- У листопаді 2020 року у польському місті Скерневиці до 100-річчя події відкрито монумент «Перед Варшавською битвою» (пол. Przed Bitwą Warszawską), який зображає, зокрема, отамана Симона Петлюру[47].
- У Кам'янці-Подільському є пам'ятна дошка Симону Петлюрі.[48]

- Від 2021 року в Полтаві заплановане встановлення пам'ятника.[49]

### У культурі
Симону Петлюрі присвячено ряд музичних та кінематографічних творів, зокрема дума «На смерть Симона Петлюри» обробки Григора Китастого, пісня «Розмова» Ігоря Жука, однойменний військовий марш Сергія Войтюка, також згадується у пісні «Гарматним димом просмерділись галуни» (пісня про Тютюника) авторства Івана Багряного та Григора Китастого, тощо.

#### У літературі
Згадується у романі «Біла ґвардія» Михаїла Булгакова.

#### У кінематографі
Життю Симона Петлюри присвячений біографічний фільм «Таємний щоденник Симона Петлюри» (2018).
- 1926 — «П. К. П.» — Микола Кучинський
- 1928 — «Арсенал»— Микола Кучинський
- 1939 — «Щорс» — Георгій Полежаєв
- 1957 — «Правда» — Юрій Лавров
- 1958 — «Киянка» — Юрій Лавров
- 1970 — «Мир хатам, війна палацам» — Євген Зубовський
- 1971 — «Сім'я Коцюбинських» — Костянтин Степанков
- 1973 — «Стара фортеця» — Євген Євстигнєєв
- 1987 — «На вістрі меча» — Володимир Талашко
- 2018 —"Таємний щоденник Симона Петлюри" — Сергій Фролов
- 2018 — «Крути 1918» — Дмитро Ступка
- 2020 — « Таємниці Великих Українців. Симон Петлюра»

#### У живописі
У Києві 22 травня 2019 року відкритий перший в світі мурал із зображенням Симона Петлюри, який намальований на будинку за адресою вулиця Софії Галечко, 18.

### Інші об'єкти вшанування пам'яти
У Парижі існує українська бібліотека імені Симона Петлюри та Музей Симона Петлюри.
Кабінетом Міністрів України 28 лютого 2018 р. засновано в числі академічних стипендій імені державних діячів першого українського уряду для студентів та курсантів закладів вищої освіти державної форми власності, які здобувають вищу освіту за освітнім рівнем магістра стипендію імені Симона Петлюри (Державна безпека, Публічне управління та адміністрування).

## Псевдо
Тагон Святослав
О. Ряст.
Полтавченко.
Могила Степан.

## Галерея

Анотаційна дошка на вулиці Симона Петлюри, 2/4 у Києві
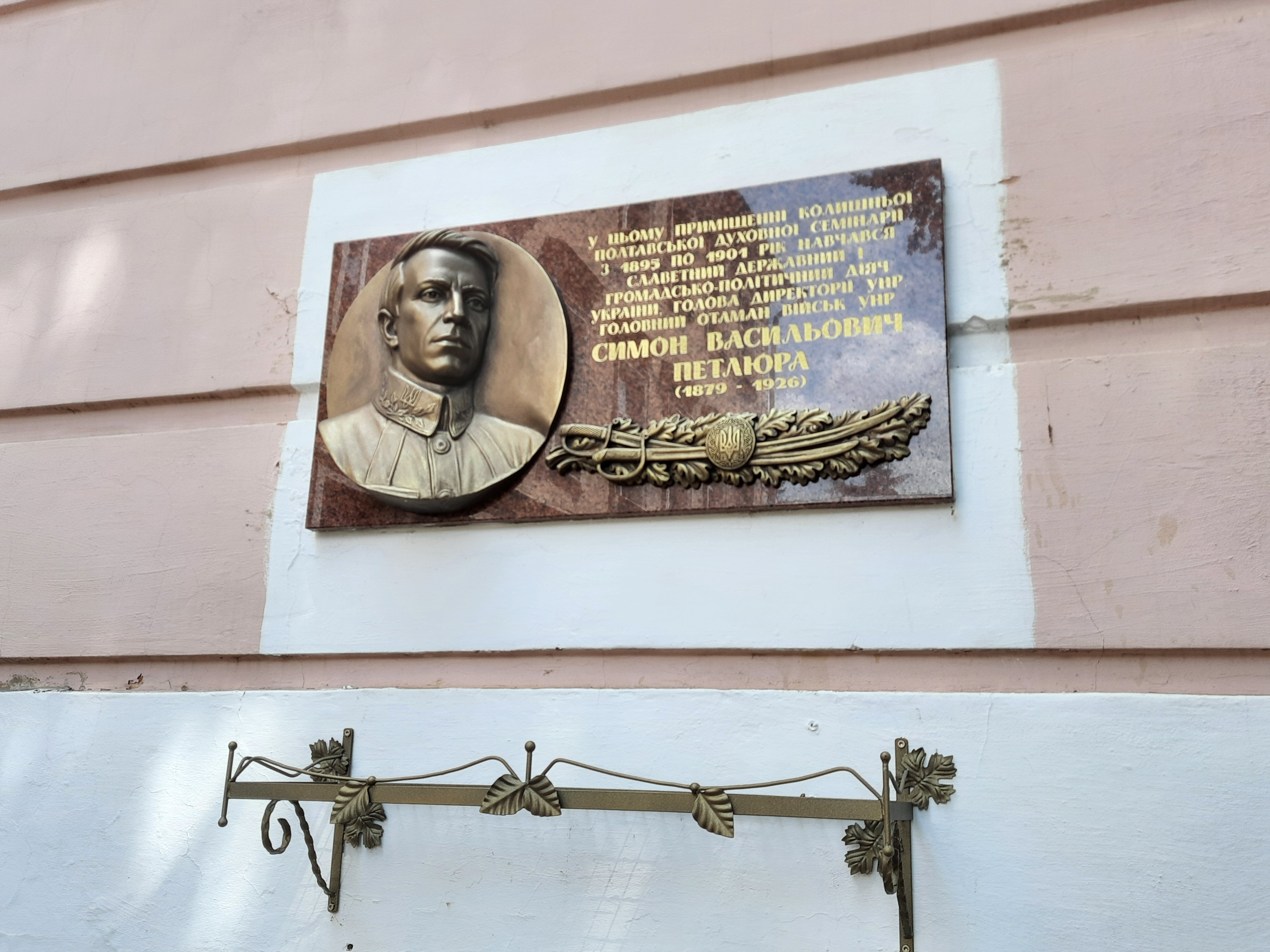
Меморіальна дошка Симону Петлюрі у Полтаві

## Твори
- Петлюра С. В. Вибрані твори та документи [Архівовано 17 березня 2013 у Wayback Machine.] / уклад. Л. В. Голота. — К. : Довіра, 1994. — 271 с. — ISBN 5-85154-100-8.
- Петлюра С. Московська воша. [Архівовано 22 грудня 2015 у Wayback Machine.] — Париж: Націоналістичне вид-во в Європі: Б-ка ім. С. Петлюри, 1966.
- Петлюра С. Народе український: вибрані статті, листи, документи [Архівовано 4 червня 2016 у Wayback Machine.]. — Х. : Лівий берег, 1992. — 152 с. — ISBN 5-7707-244-7.
- Петлюра С. В. Статті [Архівовано 17 березня 2013 у Wayback Machine.] / упоряд. та авт. передм. О. Климчук. — К. : Дніпро, 1993. — 341 с. — ISBN 5-308-01572-4.
- Петлюра С. Статті, листи, документи.[недоступне посилання з липня 2019] — Нью Йорк, 1956. — 480 с.
- Симон Петлюра. Статті, листи, документи. [Архівовано 9 березня 2016 у Wayback Machine.] — Нью-Йорк; 1979. — Т. ІІ. — 627 с.